# Ketolichaam

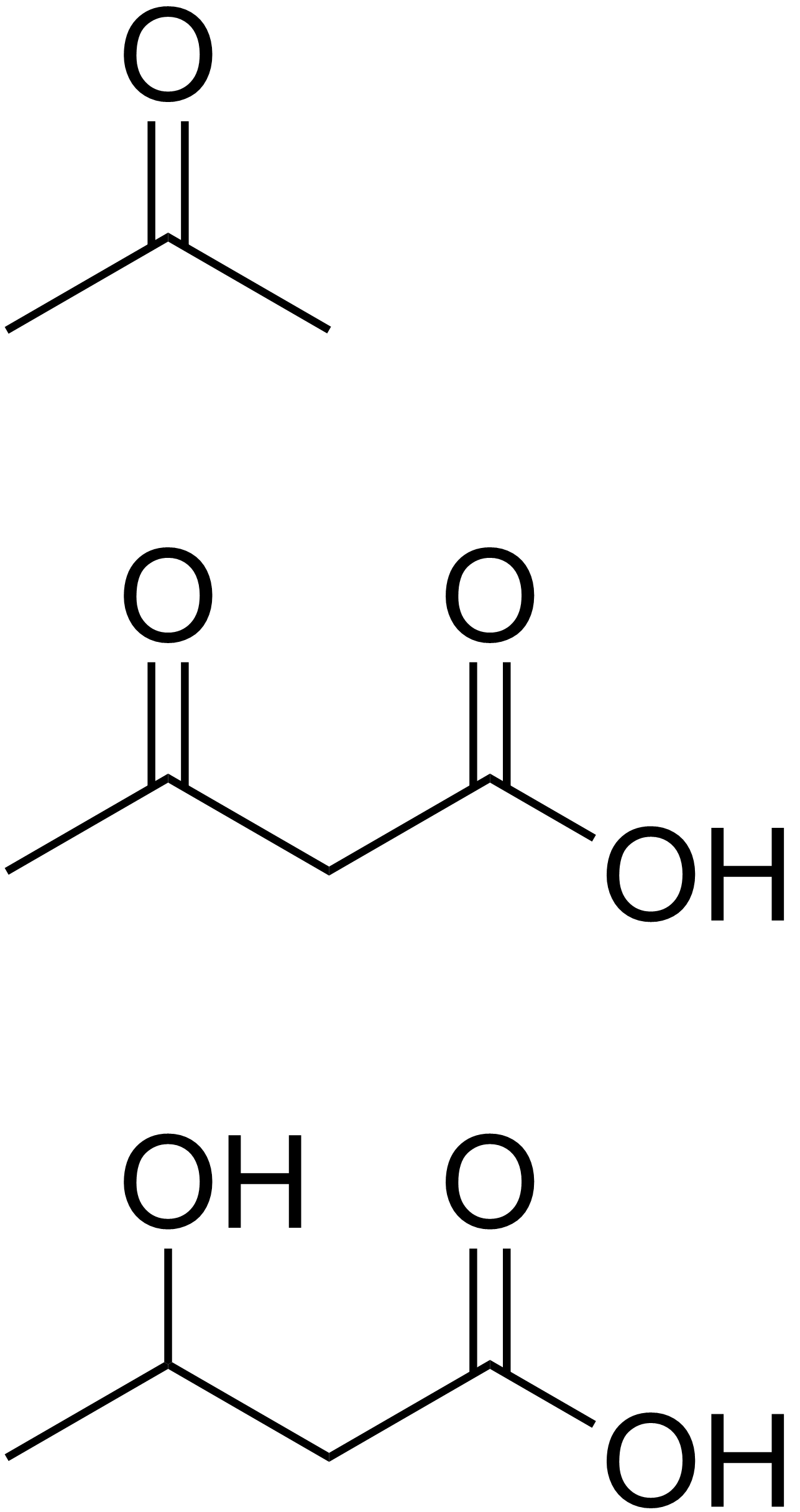
Chemische structuur van de drie verschillende ketolichamen: aceton (boven), acetoazijnzuur (midden), en beta-hydroxyboterzuur (onder).

Ketolichamen zijn energierijke moleculen met een ketongroep, of een daar makkelijk in om te zetten hydroxylgroep. Ze hebben een laag moleculair gewicht en worden onder andere door de hersenen gebruikt als brandstof in het geval van hypoglykemie. Chemisch gezien zijn het vooral acetoacetaat, aceton en, hoewel zelf geen keton, het via reductie uit de eerste ontstane D-β-hydroxyboterzuur
Ketolichamen worden hoofdzakelijk geproduceerd in de lever en verbruikt in de hersenen en perifere weefsels als de huid.
Synthese van deze stoffen vindt plaats tijdens de afbraak van vetzuren. Tijdens hypoglykemische situaties (een tekort aan direct beschikbaar glucose) is dit noodzakelijk omdat de bloed-hersenbarrière niet doorlaatbaar is voor vetten. Via een omweg, goed water-oplosbare kleine verbindingen, moet deze bron van energie naar de hersenen worden gebracht. Voor de aanmaak van een ketolichaam zijn twee acetyl-CoA-moleculen nodig. Bij de afbraak ervan komen twee acetyl-CoA-moleculen vrij. Eigenlijk zijn ketolichamen een handige manier om acetyl-CoA vanuit de lever te transporteren en als cellulaire brandstof beschikbaar te maken.

## Metabolisme
Vanuit acetyl-CoA kan acetoacetaat gevormd worden. Dit is de onstabiele vorm van ketolichamen. Het kan spontaan koolstofdioxide afsplitsen (decarboxyleren) en dan ontstaat aceton. Aceton kan niet worden gebruikt in het lichaam en wordt via de adem of de urine uitgescheden. Acetoacetaat kan ook enzymatisch omgezet worden in β-hydroxyboterzuur. Hierbij is het enzym D-β-hydroxyboterzuurdehydrogenase nodig en NADH. Hoewel β-hydroxyboterzuur geen keton is, wordt het wel tot de ketolichamen gerekend. Het is het belangrijkste stabiele ketolichaam in de stofwisseling van mens en dier.
Synthese vindt plaats in de lever en opname voornamelijk in de hersenen. In de hersenen worden de ketolichamen weer omgezet in acetyl-CoA. Eén ketolichaam levert twee moleculen acetyl-CoA op. Deze acetyl-CoA kan in de citroenzuurcyclus ingezet worden voor de ATP-productie. Vanuit ketolichamen kan geen gluconeogenese worden gestart. De eerste stap hierin, de omzetting van acetyl-CoA naar pyrodruivenzuur vraagt een hoeveelheid energie die in het levend organisme niet geleverd kan worden.

## Voorkomen in het menselijk lichaam

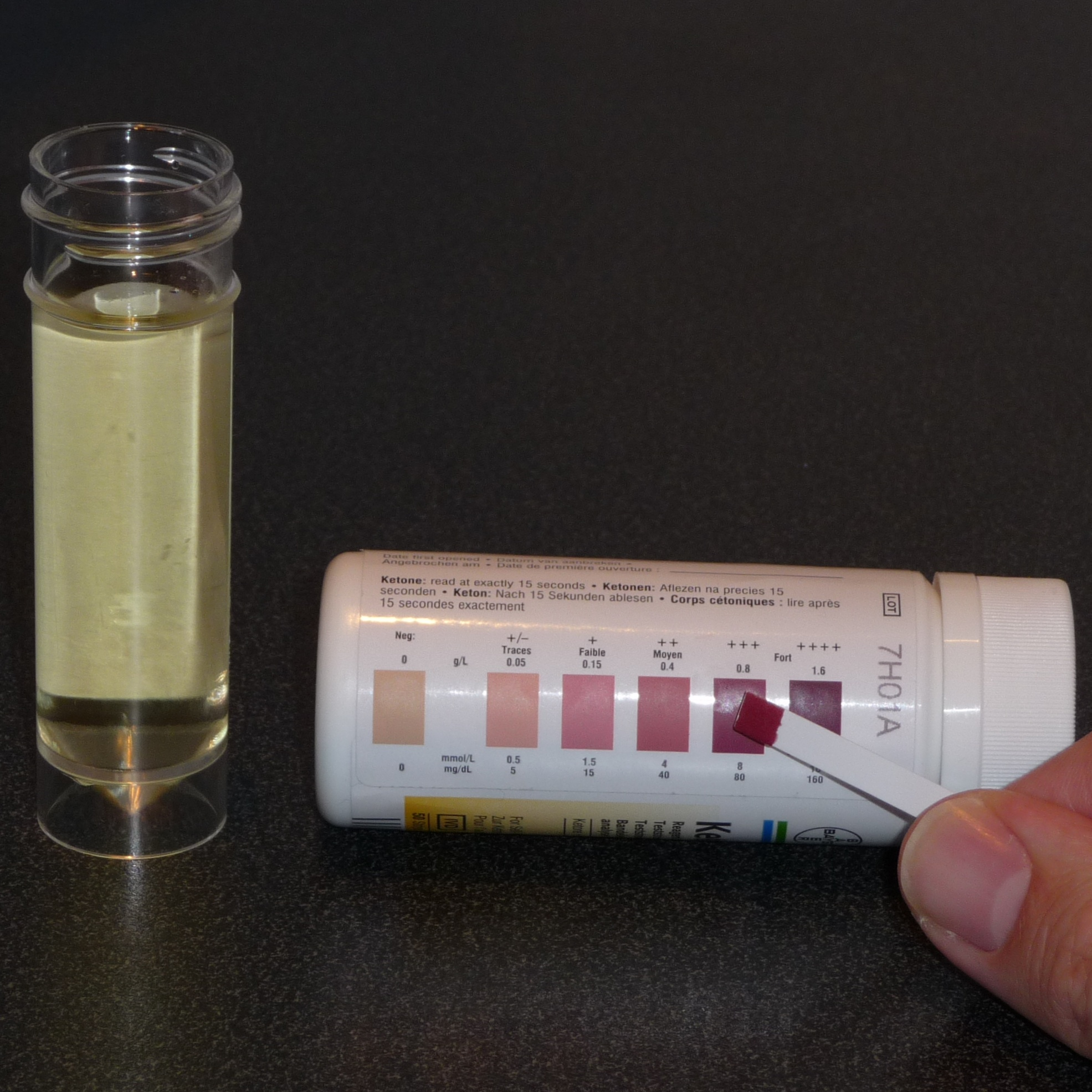
Testuitslag van ketolichamen in de urine.

Normaal gesproken is de concentratie ketolichamen in het bloedplasma kleiner dan 0,4-0,5 mmol/l. In hypoglykemische toestand gaat het lichaam over tot de productie van deze energiedragers. Personen die lijden aan diabetes mellitus (voornamelijk type I) of bezig zijn met vasten zullen, bij lage insuline-, dan wel (intracellulaire) bloedsuikerwaarde, een relatief hoge concentratie ketolichamen in hun bloedplasma hebben. De stoffen komen dan ook in de urine voor, wat ketonurie wordt genoemd. Bij diabeters mellitus type II is er sprake van een relatieve ongevoeligheid van de insulinereceptoren voor insuline. Hierdoor is er vaak nog wel voldoende insulinewerking -en dus beschikbaaheid van glucose- om de vorming van ketonen te voorkomen of beperkt te houden. Bij diabetes mellitus type I is er sprake van een absoluut tekort aan insuline waardoor het noodzakelijk is om ketolichamen te vormen als energiebron.